# Doellia
Doellia es un género monotípico de plantas fanerógamas de la familia de las asteráceas. Su única especie: Doellia cafra, se encuentra en Madagascar en la Provincia de Antananarivo y en la Provincia de Toliara.

## Taxonomía
Doellia cafra fue descrita por (DC.) Anderb. y publicado en Willdenowia 25(1): 23. 1995.
Sinonimia
- Blumea caffra (DC.) O. Hoffm.
- Blumea natalensis Sch.Bip.
- Conyza caffra DC.
- Conyza thermarum Baker[3]